# Liste der Vizegouverneure von Delaware

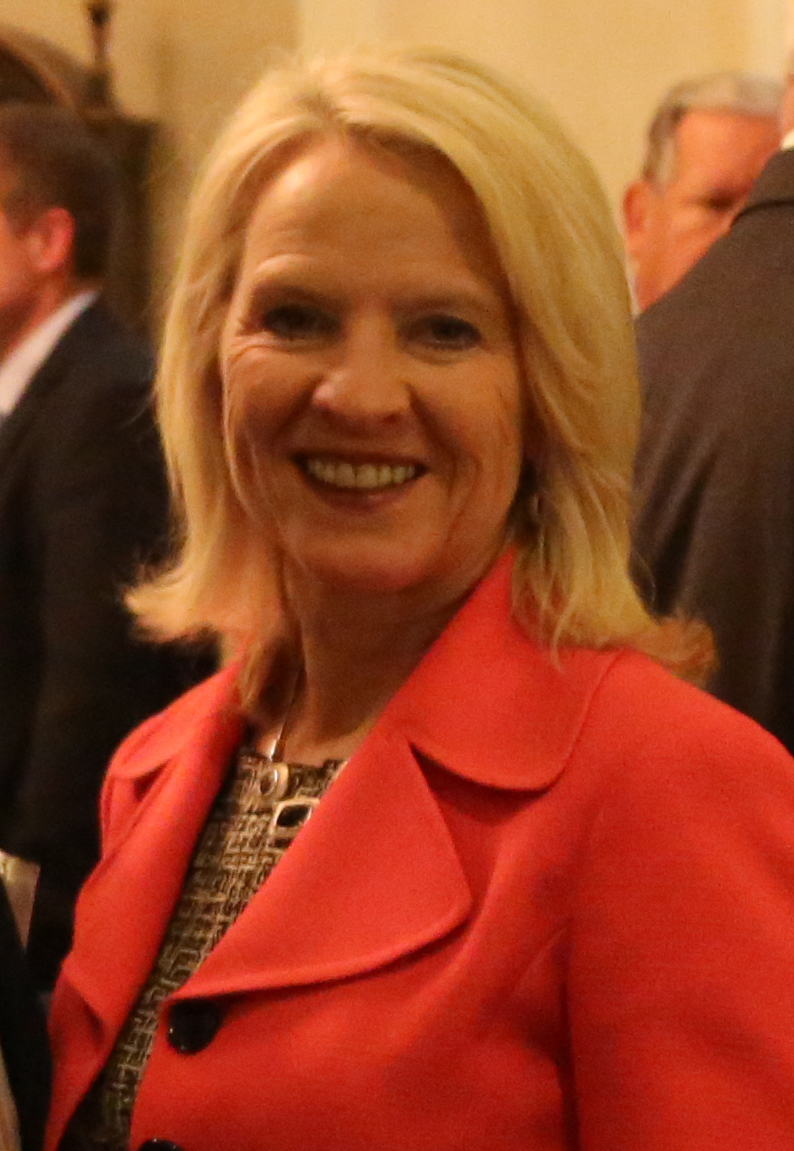
Bethany Hall-Long, derzeitige Vizegouverneurin von Delaware

Das Amt des Vizegouverneurs (Lieutenant Governor) im US-Bundesstaat Delaware besteht seit der Staatsverfassung von 1897. Die erste Wahl fand 1900 statt. Der jeweilige Amtsinhaber ist erster Nachfolger des Gouverneurs, falls dieser zurücktritt, verstirbt oder seines Postens enthoben wird. Er steht überdies dem Staatssenat als dessen Präsident vor. Da Gouverneur und Vizegouverneur nicht gemeinsam gewählt werden (nicht auf demselben Ticket), können beide unterschiedlichen politischen Parteien angehören.
| Name                         | Amtszeit  | Partei       |
| ---------------------------- | --------- | ------------ |
| Philip Leonidas Cannon       | 1901–1905 | Republikaner |
| Isaac Thomas Parker          | 1905–1909 | Republikaner |
| John Marshall Mendinhall     | 1909–1913 | Republikaner |
| Colen Ferguson               | 1913–1917 | Demokrat     |
| Lewis Edwin Eliason          | 1917–1919 | Demokrat     |
| Joshua Danforth Bush         | 1921–1925 | Republikaner |
| James Hall Anderson          | 1925–1929 | Republikaner |
| James Henry Hazel            | 1929–1933 | Republikaner |
| Roy Franklin Corley          | 1933–1937 | Republikaner |
| Edward Webb Cooch            | 1937–1941 | Demokrat     |
| Isaac James MacCollum        | 1941–1945 | Demokrat     |
| Elbert Nostrand Carvel       | 1945–1949 | Demokrat     |
| Alexis Irénée du Pont Bayard | 1949–1953 | Demokrat     |
| John W. Rollins              | 1953–1957 | Republikaner |
| David Penrose Buckson        | 1957–1960 | Republikaner |
| Eugene Lammot                | 1961–1965 | Demokrat     |
| Sherman Willard Tribbitt     | 1965–1969 | Demokrat     |
| Eugene Bookhammer            | 1969–1977 | Republikaner |
| James D. McGinnis            | 1977–1981 | Demokrat     |
| Michael Newbold Castle       | 1981–1985 | Republikaner |
| Shien Biau Woo               | 1985–1989 | Demokrat     |
| Dale Edward Wolf             | 1989–1992 | Republikaner |
| Ruth Ann Minner              | 1993–2001 | Demokrat     |
| John Charles Carney          | 2001–2009 | Demokrat     |
| Matthew P. Denn              | 2009–2015 | Demokrat     |
| Bethany Hall-Long            | 2017–     | Demokrat     |